# Diva Grabovica
Diva Grabovica är ett vattendrag i Bosnien och Hercegovina.   Det ligger i entiteten Federationen Bosnien och Hercegovina, i den centrala delen av landet, 60 km sydväst om huvudstaden Sarajevo.
I omgivningarna runt Diva Grabovica växer i huvudsak blandskog. Runt Diva Grabovica är det ganska tätbefolkat, med 93 invånare per kvadratkilometer.